# ویلی میس

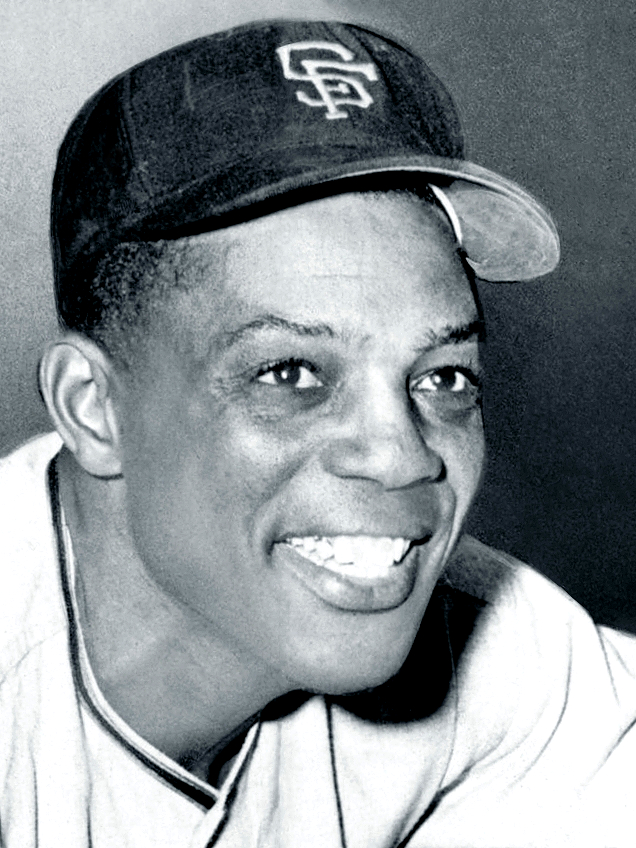
میس در ۱۹۶۱

ویلی هاوارد میس جونیور (انگلیسی: Willie Howard Mays Jr.؛ ۶ مهٔ ۱۹۳۱ – ۱۸ ژوئن ۲۰۲۴) با نام مستعار «The Say Hey Kid»، بازیکن حرفه‌ای بیسبال آمریکایی بود. میس که به عنوان یکی از بهترین بازیکنان تاریخ در نظر گرفته می‌شود، پس از بیب روث در بیشتر لیست‌های تاریخ، از جمله اخبار ورزشی و ای‌اس‌پی‌ان، در رتبه دوم قرار دارد. میس بین سال‌های ۱۹۵۱ تا ۱۹۷۳ در لیگ برتر بیسبال آمریکا (NL) برای تیم‌های نیویورک / سان فرانسیسکو جاینتز و نیویورک متس بازی کرد. 
میس در وستفیلد آلاباما متولد شد و یک ورزشکار مستعد در چندین رشته ورزشی بود. او در سال ۱۹۴۸ به بارون‌های سیاه بیرمنگام لیگ آمریکایی سیاهپوست پیوست و با آنها بازی کرد تا اینکه جاینتز پس از فارغ‌التحصیلی از دبیرستان در سال ۱۹۵۰ با او قرارداد بست. این جایزه در سال ۱۹۵۱ پس از انجام ۲۰ بازی خانگی برای کمک به غول‌ها برای برنده شدن اولین نشان خود در ۱۴ سال گذشته دریافت شد. در سال ۱۹۵۴، او جایزه ارزشمندترین بازیکن NL (MVP) را به دست آورد، و جاینت‌ها را به آخرین عنوان خود در سری جهانی قبل از نقل مکان به ساحل غربی رساند. بازی او از روی شانه در بازی ۱ سری جهانی ۱۹۵۴ یکی از مشهورترین بازی‌های بیسبال در تمام دوران است. بعد از اینکه جاینتز به سانفرانسیسکو نقل مکان کرد، میس در سال ۱۹۶۵ جایزه MVP دیگری را به دست آورد و همچنین جاینت‌ها را به سری جهانی ۱۹۶۲ هدایت کرد، این بار به نیویورک یانکیز شکست خورد. او پس از یک معامله میان فصل در نیویورک متس در سال ۱۹۷۲ با بازگشت به نیویورک به کار خود پایان داد و پس از سفر این تیم به سری جهانی ۱۹۷۳ بازنشسته شد. او تا پایان دهه به عنوان مربی برای متس خدمت کرد و بعداً به عنوان دستیار ویژه رئیس و مدیر کل به جاینتز پیوست.
میز در سال ۱۹۷۹ به عضویت تالار مشاهیر و موزه ملی بیسبال انتخاب شد و در سال ۲۰۱۵ توسط رئیس جمهور باراک اوباما مدال آزادی ریاست جمهوری را دریافت کرد.